# لين مارتا
لين مارتا (بالإنجليزية: Lynne Marta)‏ هي ممثلة أمريكية، ولدت في 30 أكتوبر 1945 في سومرفيل في الولايات المتحدة.

## وصلات خارجية
- لين مارتا على موقع IMDb (الإنجليزية)
- لين مارتا على موقع إن إن دي بي (الإنجليزية)
- لين مارتا على موقع قاعدة بيانات الفيلم (الإنجليزية)